# Filodio

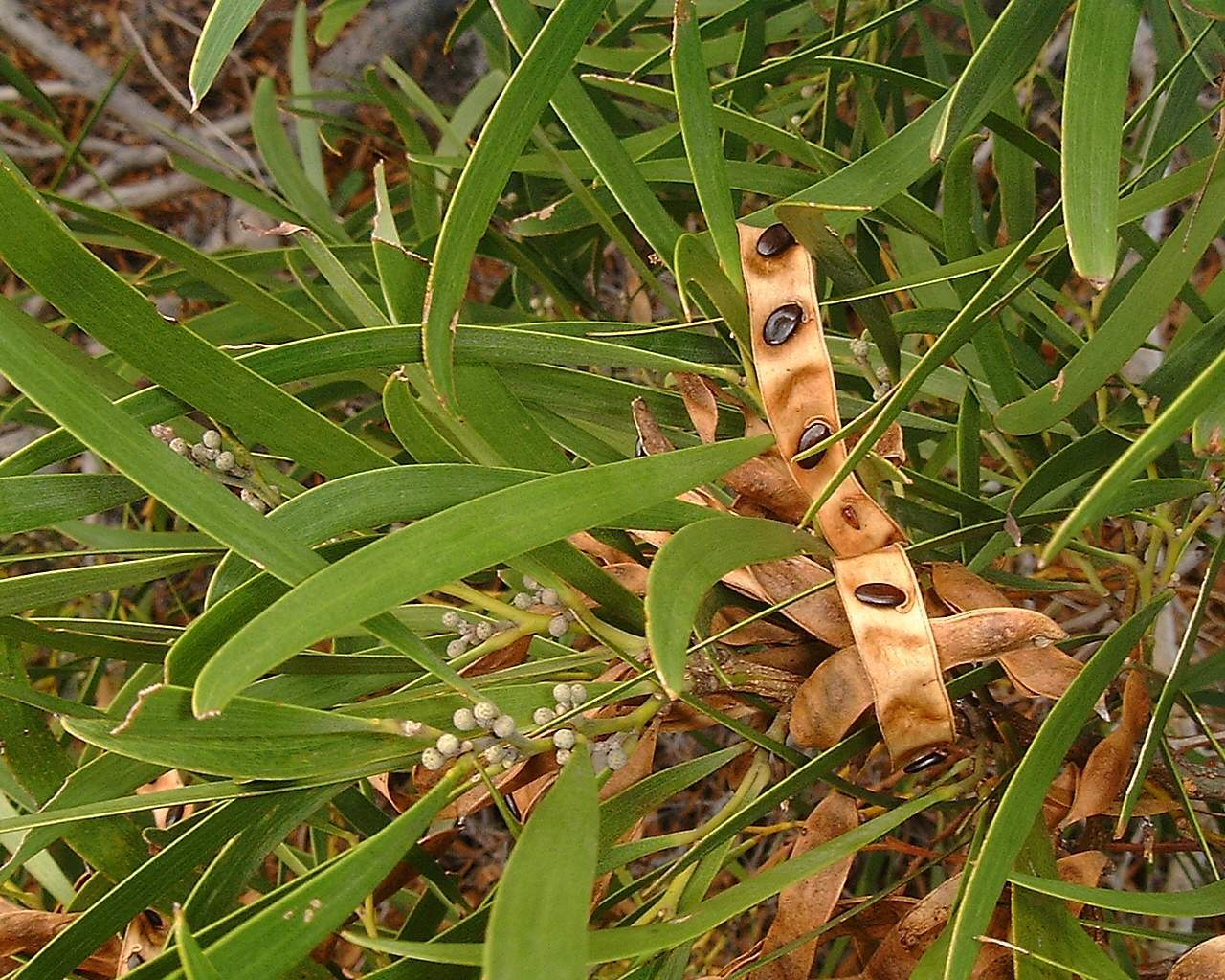
Acacia heterophylla, con filodios.

En Botánica, se llama filodio a un órgano laminar que parece ser una hoja, pero que por su origen evolutivo, su ontogénesis (su proceso de desarrollo) y su anatomía interna resulta no serlo. En general se trata de tallos o peciolos dilatados que cumplen en algunas plantas la función fotosintética que normalmente corresponde a las hojas, a las que funcionalmente sustituyen.
Ejemplos de filodios los ofrecen algunas de las muchas especies del género Acacia. La mayor parte de las acacias tienen hojas compuestas, pero algunas presentan en su lugar filodios. En las plántulas de algunas de estas especies se observan formas transicionales entre las hojas normales y los filodios.
- Datos: Q2232783